# Cristoforo Palmieri (vescovo di Rrëshen)
Cristoforo Palmieri (Bitonto, 24 maggio 1939) è un vescovo cattolico italiano, dal 15 giugno 2017 vescovo emerito di Rrëshen.

## Biografia
Nato nel 1939, è il quinto di otto figli.

### Formazione e ministero sacerdotale
Entra nel mondo religioso il 26 settembre 1960; nel 1967 viene ordinato presbitero dopo i suoi studi filosofici e teologici nella Congregazione della Missione. Esercita il ministero pastorale presso alcune parrocchie dell'Italia meridionale. Inizia ad insegnare religione nelle scuole secondarie; viene nominato vice-direttore della Caritas diocesana di Lecce.
Ha voluto promuovere opere di carità in Italia, ma anche nell'estero. Chiede, nel 1993, di essere inviato in Albania: la proposta viene accolta e diviene capo della Missione Vincenziana che la Congregazione pensa di iniziare a Mirditë nel paese di Rrëshen.
A seguito dell'erezione della diocesi di Rrëshen viene nominato vicario generale, successivamente amministratore diocesano e, 6 marzo 2000, amministratore apostolico da papa Giovanni Paolo II.

### Ministero episcopale
Il 23 novembre 2005 viene eletto vescovo della medesima diocesi da papa Benedetto XVI. Il 28 dicembre seguente ricevette l'ordinazione episcopale dall'arcivescovo Rrok Kola Mirdita, co-consacranti gli arcivescovi John Bulaitis e Angelo Massafra.
Il 15 giugno 2017 papa Francesco accoglie la sua rinuncia, presentata per raggiunti limiti di età, al governo pastorale della diocesi di Rrëshen.

## Genealogia episcopale
La genealogia episcopale è:
- Cardinale Scipione Rebiba
- Cardinale Giulio Antonio Santori
- Cardinale Girolamo Bernerio, O.P.
- Arcivescovo Galeazzo Sanvitale
- Cardinale Ludovico Ludovisi
- Cardinale Luigi Caetani
- Cardinale Ulderico Carpegna
- Cardinale Paluzzo Paluzzi Altieri degli Albertoni
- Papa Benedetto XIII
- Papa Benedetto XIV
- Papa Clemente XIII
- Cardinale Enrico Benedetto Stuart
- Papa Leone XII
- Cardinale Chiarissimo Falconieri Mellini
- Cardinale Camillo Di Pietro
- Cardinale Mieczysław Halka Ledóchowski
- Cardinale Jan Maurycy Paweł Puzyna de Kosielsko
- Arcivescovo Józef Bilczewski
- Arcivescovo Bolesław Twardowski
- Arcivescovo Eugeniusz Baziak
- Papa Giovanni Paolo II
- Arcivescovo Rrok Kola Mirdita
- Vescovo Cristoforo Palmieri, C.M.